# Munsö
Munsö is een plaats in de gemeente Ekerö in het landschap Uppland en de provincie Stockholms län in Zweden. De plaats heeft 141 inwoners (2005) en een oppervlakte van 23 hectare. Munsö is ook een voormalig eiland, door postglaciale opheffing kwam het eiland aan het eiland Ekerö vast te liggen. Munsö heeft een ronde kerk uit de 12de eeuw.